# 冰动娱乐
上海冰动信息技术有限公司（简称：冰动娱乐）是2005年成立于上海的网络游戏运营公司。2010年5月，北京畅游时代数码技术有限公司全资收购上海冰动信息技术有限公司，使其成为旗下子公司。

## 公司产品
- 桃园
- 三界奇缘
- 北欧英灵传

### 已停运或终止代理的游戏
- 梦幻龙族（由九合天下代理运营）
- 三国志OL（已停运）
- 极道飞车（已停运）